# Oulimnius tuberculatus
Oulimnius tuberculatus är en skalbaggsart som först beskrevs av Müller 1806.  Oulimnius tuberculatus ingår i släktet Oulimnius, och familjen bäckbaggar. Arten är reproducerande i Sverige.